# Adobe Flash
Pour les articles homonymes, voir Flash et Adobe Flash Player.
Chronologie des versions
Adobe Animate
Adobe Flash, ou Flash, anciennement Macromedia Flash, désigne un ensemble de techniques logicielles permettant la manipulation de graphiques vectoriels, d'images matricielles et de scripts ActionScript en vue de créer ou utiliser des contenus multimédia (animations, vidéos, jeux, applications...). Le logiciel Flash Player est développé et distribué par Macromedia jusqu'en 2005, à la suite de son rachat par Adobe Systems, qui assura le support du logiciel jusqu'à la fin de sa prise en charge le 31 décembre 2020. Flash Player était disponible sous forme de plugin sur la plupart des navigateurs web, qui permettait l'utilisation d'objets interactifs ou le streaming de flux vidéos, ce qui n'était pas permis nativement par les navigateurs à l'époque.
Flash peut désigner, un environnement de développement intégré (IDE), une machine virtuelle utilisée par Flash Player ou serveur Flash pour lire les fichiers Flash (extension SWF).
À la suite de son lancement en 1996, la technologie Flash devient l'une des plus populaires pour ajouter des animations et des objets interactifs à une page web, et permet aussi d'intégrer de la vidéo en streaming dans une page web. La technologie est alors incluse dans de nombreux logiciels et est aussi utilisée pour créer des animations, des publicités ou des jeux vidéo.
Flash a longtemps été la plate-forme dominante pour le contenu multimédia sur le web, mais depuis la décision en 2010 d'Apple de ne plus l'inclure sur les ordinateurs tablettes et téléphones de la marque, ainsi que le développement de nouvelles technologies web HTML5 qui surpassèrent flash en termes de fonctionnalités et de sécurité, l'utilisation de la technologie est passée de près de 50 % des sites web en 2011 à 10 % en octobre 2016, avant de s'effondrer avec la fin du développement de Flash Player en 2020 et l'arrêt de son support par les navigateurs.

## Histoire

### Débuts
En janvier 1993, Charlie Jackson (en), Jonathan Gay (en) et Michelle Welsh créent une petite entreprise de logiciel (startup) appelée FutureWave et un premier logiciel de dessin, SmartSketch, conçu pour rendre la création d’interfaces graphiques aussi simple que le dessin sur papier. Bien qu'innovant, SmartSketch ne connaît pas le succès attendu. Avec la démocratisation d’Internet, FutureWave se rend compte du potentiel des outils d’animation vectorielle pour le Web. En 1995, FutureWave modifie SmartSketch en ajoutant un système d’image par image et réédite le logiciel sous le nom de FutureSplash Animator sur Macintosh et Windows. Avec le temps, l’entreprise ajoute à son effectif un second programmeur, Robert Tatsumi, un artiste, Adam Grofcsik, et un spécialiste des relations publiques, Ralph Mittman.
En décembre 1996, Macromedia achète le logiciel d’animation vectorielle et le commercialise sous le nom de Flash 1.0. La deuxième version de Macromedia Flash sort en 1997 avec des nouveautés comme la prise en charge du son stéréo, l'intégration des bitmaps, les boutons et la bibliothèque. Macromedia Flash 3 sort en 1998, améliorant nettement la gestion des animations et la publication. Un langage de script simple apparaît pour contrôler des objets interactifs. En 1999, Macromedia sort sa quatrième version de Flash. Flash 4 voit le début du support du MP3. À l’origine, le lecteur Flash n’est pas inclus avec les navigateurs web et les utilisateurs doivent visiter le site de Macromedia pour le télécharger. À partir de 2000, il est distribué avec les navigateurs AOL, Netscape et Internet Explorer. Deux ans plus tard, il est fourni avec toutes les versions de Windows XP, touchant 92 % des utilisateurs du Web.

### Années 2000

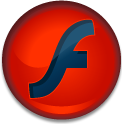
Icone de Flash v6

La cinquième version de Flash sort en 2000, avec de nouvelles possibilités de script, sous le langage désormais appelé ActionScript. Il innove aussi par la possibilité de modifier l’interface des environnements textuels.
Macromedia Generator est la première initiative de Macromedia pour séparer le design du contenu du fichier Flash. Generator 2.0 sort en avril 2000 et inclut la génération de serveur temps réel dans la version professionnelle de Flash. Generator est arrêté en 2002 au profit de nouvelles techniques qui autorisent la transmission de données entre le client et les serveurs ColdFusion.
En septembre 2001, une étude de Media Metrix pour Macromedia montre que 7 des 10 plus grands sites américains utilisent la technologie Flash.
Le 15 mars 2002, Macromedia annonce la disponibilité de Macromedia Flash MX et Macromedia Flash Player 6, avec de nouvelles applications sur la vidéo, les composants, les bibliothèques téléchargeables. Flash Communication Server MX, également sorti en 2002, autorise les vidéos à être téléchargées par la sixième version de Flash Player (auparavant incluses dans le fichier Flash).
Flash MX 2004 sort en septembre 2003, avec des nouveautés comme un lancement jusqu’à huit fois plus rapide avec le nouveau compilateur et le nouveau Macromedia Flash Player 7, la possibilité de créer des tableaux, graphiques et animations de texte, la prise en charge de nouveaux formats comme le PDF et Adobe Illustrator 10. ActionScript 2.0 apparait également, permettant une orientation objet plus formelle des développements.
Flash MX 2004 est le premier à se voir commercialisé en deux versions, « standard » et « professionnelle ». La version standard est orientée vers l'animation Flash classique, tandis que la version Pro inclut des possibilités avancées pour les développeurs.
En 2004, l'introduction de la « plate-forme Flash » lui fait dépasser le statut de simple outil de création (Flex 1.0/Breeze 1.0). Flash Lite 1.1 autorise la lecture de contenus Flash sur les périphériques embarqués, type téléphones mobiles. Dévoilée début août, Macromedia sort la huitième version de Flash en 2005, considérée par Macromedia comme la mise à jour la plus importante depuis la cinquième version de Flash : filtres, bitmap, nouveau Codec vidéo On2 VP6, nouveau moteur de rendu « FlashType », un émulateur pour téléphones portables et plusieurs ajouts à l'ActionScript 2.0 tels que BitmapData, et plusieurs classes géométriques.
Flash Lite 2 est également mis à jour en 2005 (parallèlement au Flash Player 7).
Le 3 décembre 2005, Adobe Systems acquiert Macromedia et tous ses produits,.
La neuvième version de Flash Player marque la première fois en 2006 qu’un lecteur Flash est mis à jour en même temps que le logiciel de création. Flex 2.0 est mis à jour en même temps que Flash Player 9 ; pour la première fois dans l’histoire de Flash, le lecteur sera mis à jour avant le logiciel flash correspondant[réf. souhaitée].
En 2007, Flash est inclus dans la Creative Suite d'Adobe (CS3). Flash CS3 se décline toujours en deux versions (simple et professionnelle). Les principales nouveautés sont l'intégration totale dans le reste de la suite Adobe entre autres, un accès aux fichiers plus facile grâce à Bridge CS3. Mais le principal changement n'est pas là, c'est le passage à la troisième version d'ActionScript qui l'améliore grandement, il se révèle plus complet, mais plus compliqué pour les débutants.
En septembre 2008, est sortie la 2e Release candidate (version admissible) de Flash Player 10, qui s'appuie pour la première fois également (et en partie) sur les capacités de la carte graphique (GPU) de l'ordinateur. Le 15 octobre 2008, Flash 10 est disponible, dans sa version considérée comme stable par Adobe[réf. nécessaire].
Toujours en 2008, après une longue querelle entre Adobe et la communauté open-source, apparaît le projet Alchemy Compiler, basé sur l'infrastructure llvm, qui permet à flash d'émuler les langages natifs C++ / C et Assembleur. Lors des conférences Adobe max, seront projetés sur écran des portages de l’émulateur fceu ou plus tard de l'Unreal Engine.

### Années 2010
Le 4 octobre 2011, la onzième version de Flash est disponible en versions 32 bits et 64 bits, ; il apporte entre autres la technique Stage3D. Novembre 2011, Adobe annonce l’arrêt des développements sur le plugin Flash pour les mobiles. Le 28 mars 2012, Flash player 11.2 est disponible en version premium, une version payante (9 % des revenus après les premiers $50K gagnés) de l'exploitation de Flash Player, pour les jeux mêlant 3D et Alchemy 2 (actuellement Flashcc). Mars 2013, Adobe annule son projet de « speedtax », et annule ASNext (l'actionscript 4) de sa roadmap[réf. nécessaire].

### Avenir post-2010
Les développeurs supposent qu'à long terme, le plugin Flash devrait être entièrement remplacé par HTML5, lorsque les navigateurs web auront rattrapé leur retard technique sur Flash au niveau de la gestion des buffers audio et vidéo (vitesse de rendu, vsync, audiobytes, fullscreen, etc.), même si cela ne reste qu'une hypothèse, sachant que la finition bas-niveau de la vidéo et l'audio requièrent un accroissement considérable des budgets de développement. Adobe se concentre donc de plus en plus sur l'utilisation de Flash pour les applications multimédia desktop, sans perdre de vue le player web.
Finalement, Adobe encourage les développeurs à abandonner la technologie Flash, du fait de la découverte de nombreuses failles de sécurité et du blocage du plugin rendu effectif par de nombreux navigateurs, à commencer par Mozilla Firefox et Google Chrome.

#### 2016
Flash est renommé Animate CC. Ce nouveau nom annonce de façon explicite le repositionnement du logiciel : l'animation. Dans le jargon du métier, le nom Flash est toujours utilisé.
L'utilisation de Flash est passée de près de 50 % des sites internet en 2011 à 10 % en octobre 2016.

### Fin 2020
Adobe a annoncé sur son blog le 25 juillet 2017 la fin du produit Flash, prévue à la fin 2020. Ils cesseront de mettre à jour et de distribuer le lecteur Flash. Ils incitent les créateurs de contenu à migrer vers HTML5 et WebGL. Depuis, Adobe favorise une transition vers le HTML5 et la mort définitive de Flash est annoncée pour 2020.

## De l'animation à la vidéo
À l’origine concentrées sur l’animation, les premières versions de Flash offraient peu d’interactivité, les possibilités de script étant très limitées. Les scripts sont utilisés pour créer la plupart des interactions (boutons, champs, menus déroulants) présentes dans les animations Flash. Les scripts permettent de diminuer les temps de développement autant que le poids des .swf, par rapport à l'emploi d'images clés, conçues avant tout pour l'animation. De plus, ils sont facilement réutilisables. Le langage de programmation d'un client Flash web est ActionScript ; le client communique avec un serveur par XML socket ou par http (fonction LoadVariables() ou la classe LoadVars), contrairement à AJAX qui utilise XMLHTTPRequest ou ActiveXObject selon les navigateurs. Une implémentation de XMLHTTPRequest a été portée pour flash dont les fonctionnalités dépendent de la version du player.
Le Flash Player, depuis l'avènement d'ActionScript 3.0, possède deux machines virtuelles ; AVM1 compatible avec ActionScript 1.0 et 2.0, et AVM2 compatible ActionScript 3.0 plus orienté programmeur vu sa complexité.
| Années      | ActionScript | Flash IDE                                                                         | Flash Player        | Flash Lite            |
| ----------- | ------------ | --------------------------------------------------------------------------------- | ------------------- | --------------------- |
| 2000-2003   | 1.0          | Flash 5, Flash MX                                                                 | 6                   |                       |
| 2003-2006   | 2.0          | Flash MX 2004, Flash 8                                                            | version 7 et 8      | version 2.0, 2.1 et 3 |
| Depuis 2006 | 3.0          | Adobe Flex 2.0, Flash CS3, Flash CS4, Flash CS5, Flash CS5.5, Flash CS6, Flash CC | version 9, 10 et 11 |                       |

## Navigateur compatible
Un lecteur Flash est toujours capable, en plus de gérer l'interface graphique, de compiler le langage ActionScript contenu dans les fichiers swf en un bytecode qui peut ensuite être interprété par le lecteur. Toutefois, une partie des techniques utilisées dans le lecteur Flash d'Adobe restent non publiques ou sujettes à brevet (compression audio et vidéo par exemple).
Il est également possible d'exporter des animations en HTML5. Les différents appareils mobiles supportent nativement le format HTML5, contrairement au format swf qui n'est plus supporté sous Android et iOS dans les versions les plus récentes.

### Lecteur Adobe
Le lecteur Flash permet une installation rapide. L'utilisation de graphiques vectoriels (tels que PostScript, SVG et PDF), spécialement quand ils sont combinés avec du code ActionScript pour l'animation, autorise les fichiers Flash à être de petits fichiers qui utilisent moins de bande passante que les bitmaps ou les vidéos. Sur plusieurs points, Flash est une solution très intéressante pour transmettre des contenus multiples. Si le contenu est simplement un format[pas clair], comme du texte, de la vidéo ou de l’audio, d’autres alternatives peuvent donner de meilleurs résultats. Cependant, cela dépend du type d’application ou d’animation créée. Une animation Flash peut avoir besoin de plusieurs CPU. Selon Macromedia, le lecteur Adobe Flash (plug-in ou ActiveX pour Internet Explorer sous Windows) est actuellement présent sur 97 % des navigateurs du monde entier, dont 90 % posséderaient la dernière version, d'après une étude réalisée par NPD. D'autres sources, comme Webhits, avancent des taux inférieurs à 70 % en 2005.
Le lecteur Flash 8 offre deux codecs vidéo : VP6 de On2 Technologies et Sorenson Spark, et l’accélération du démarrage des JPEG, Progressive JPEG, PNG, et GIF. Dans sa prochaine version, il devrait pouvoir utiliser un compilateur de compilation à la volée (JIT, pour « just-in-time ») pour le moteur ActionScript. Flash devient très courant sur les ordinateurs. Selon NPD, 98 % des internautes américains ont le lecteur Flash installé, avec 45 % - 56 % qui ont la dernière version. Le lecteur existe pour un très grand nombre de systèmes et d’appareils. Les contenus peuvent être lus sans problème sur Microsoft Windows, Mac OS, et Linux i386 (Macromedia a créé ou licencié des lecteurs pour les systèmes suivants : Windows, Mac OS 9/X, Solaris, HP-UX, Pocket PC, OS/2, QNX, Symbian, Palm OS, BeOS, et IRIX). À défaut, Macromedia Flash Lite (en) permet une compatibilité avec d'autres systèmes.
Flash Player 8 n’a jamais été édité pour Linux. Cette décision était contestée au sein de la communauté Linux car certaines personnes avaient le sentiment qu’Adobe abandonnait le marché Linux. Adobe a annoncé qu’ils écarteraient cette version pour se concentrer sur la version 9, lancée peu de temps après les versions Windows et Mac OS X. Paradoxalement, les sites web insistent pour utiliser les versions les plus récentes, Adobe clame que leurs lecteurs Flash sont « compatibles Linux ». La sortie de la version 9 a contribué à améliorer cette situation.[pas clair] Ce plug-in existe sur de nombreuses plates-formes (PC (Windows, Mac OS, ou GNU/Linux) Pocket PC, PSP, Mobiles...). Les systèmes UNIX supportent les versions 9 et 10 mais pas 8 du lecteur et ne fonctionnent que sur certaines versions Linux, drivers sonores ALSA, aucun support d'OSS, ni d'esd (en)). L'absence de support des plus anciennes versions sous Linux peut être contournée en utilisant Wine.
Adobe offre à ses utilisateurs qui acceptent la licence la possibilité d’utiliser les spécificités afin de développer des programmes qui peuvent être exportés au format Flash. La licence interdit d’utiliser les spécifications pour créer des programmes servant à copier les fichiers Flash. La technologie Flash étant de plus en plus utilisée pour du contenu publicitaire, parfois intempestif, il a été créé pour Mozilla et ses dérivés des extensions comme FlashBlock permettant de bloquer le contenu Flash publicitaire, le chargement de pages d'introduction non désirées et les requêtes d'installation de Flash.

### Lecteurs alternatifs
Le composant Flash Player est un plug-in propriétaire (ou un ActiveX) dont les sources ne sont pas disponibles. D'autres projets de lecteurs Flash existent, comme GPLFlash et swfdec, à un stade d'aboutissement variable.
Enfin, étant donné la large diffusion du format flash, le développement d'un programme de lecture compatible a été mis sur la liste des objectifs prioritaires de la FSF. Le projet s'appelle Gnash.

## Environnements de développement
L'éditeur Flash est à la fois un logiciel de dessin vectoriel comme Illustrator, et un logiciel d'animation. L'inconvénient pour les auteurs est l'assujettissement à un logiciel propriétaire pour créer des fichiers Flash, ainsi que le recours à un format dont seul Macromedia dirige l'évolution future. Cependant, la publication en octobre 1998 des spécifications du format .SWF version 3 a rendu plus accessible le développement d'applications compatibles avec Flash.
- Flash (version 5) : ajout d'un gestionnaire d'événement pour les clips, plus puissant que les boutons.
- Flash MX (version 6.0, MX pour 'Multimedia eXperience') : à partir de cette version, Flash est devenu l'outil standard de création et de publication de contenus et d'applications dynamiques destinés aux ordinateurs de bureau et aux périphériques mobiles. Flash n'est souvent plus identifié comme un simple logiciel d'animation ; il est de plus en plus utilisé pour développer des applications Rich Internet Application (RIA) aux contenus dynamiques, mais également des applications dites off-line. De grands groupes n'hésitent pas à exploiter les possibilités de Flash, et notamment les possibilités d'interfaçage dynamique en fonction de l'utilisateur. (Ex. : Eurocopter a développé ses outils de formation en Flash. Que ce soient pilotes ou mécaniciens, tous les intervenants accèdent à la formation qui les concerne via une interface adaptative développée en Flash).
- Flash MX 2004 (version 7.0). Flash tend à devenir un Environnement de développement intégré (IDE) comme Visual Studio et Eclipse qui permettra à terme ce qu'on appelle le Rapid Application Development (RAD). Il s'appuie désormais sur le langage ActionScript 2.0. Il supporte les mêmes feuilles de styles en cascade utilisées par HTML ; il s'agit d'un moyen plus rapide d'ajouter des effets visuels (les effets du scénario) ; d'un assistant pour faciliter l'importation de vidéo ; de différentes améliorations concernant les outils (polygone, transformation libre) et panneau (historique, commandes, comportements, composant, aide non HTML) ainsi que le Flash Player 7.
- Flash 8 (version 8.0). Flash 8 continue à s'appuyer sur le langage ActionScript 2.0 qu'il enrichit. Désormais, Flash 8 propose des filtres et modes de fondu, facilite les communications entre l'animation et son conteneur via l'API externe, et facilite le chargement et téléchargement de fichiers entre l’ordinateur d’un utilisateur et le serveur grâce à la classe FileReference.
- Flash CS3 (version 9.0). Flash peut désormais s'appuyer sur une nouvelle version de son langage de prédilection ActionScript 3. Il permet notamment à un utilisateur d'activer/désactiver le mode plein écran.
- Flash CS4 (version 10.0). Avec la nouvelle version de son lecteur, Flash permet désormais d'utiliser la 3D et supporte la norme H.264 pour la vidéo. Il permet également d'utiliser de la cinématique inverse. Contrairement au cas de son prédécesseur Director et de ses « Xtras », Flash n'est pas prévu pour être étendu à l'aide de plugins. Il est possible d'intégrer des composants ou 'Components' supplémentaires à télécharger sur le site de l'éditeur ou réalisés par de nombreux développeurs. Ces composants sont eux-mêmes développés en technologie Flash et sont intégrés de manière transparente et avec la compatibilité inter-plateforme que cela implique, à la différence des « Xtras » de Director qui sont des bibliothèques externes pouvant utiliser différentes techniques et parfois spécifiques à certaines plates-formes. Des compilateurs et environnements de développement alternatifs incluent Flash, Ming, haXe, E anim, SWiSH et Multimedia Fusion 2. À l'heure actuelle[Quand ?], de très nombreux logiciels tels que LibreOffice, Gnash, Swift, SWiSH, ou Toon boom studio (dessin animé) peuvent exporter dans ce format.
- Flash CS5, Flash CS5.5, Flash CS6, Flash CC. Avec le compilateur Air présent dans Flash, vous pouvez à présent développer des applications pour les téléphones et les tablettes à destination des plateformes Android et iOS. Vous pourrez simplement utiliser les applications générées ou alors les mettre en vitrine sur les différents stores. Une fois un compte développeur créé ainsi que les différents certificats générés, vos applications se retrouveront sur Google Play, Amazon AppStore ou sur l'App Store d'Apple. Vous pourrez également exporter vos animations au format HTML5, qui est un format internet compatible avec les différents téléphones et tablettes du marché (contrairement au format .SWF qui n'est plus supporté sur iOS et Android).[passage promotionnel]

## Utilisations
Les fichiers Flash créés peuvent être inclus dans une page web pour un usage sur Internet ou peuvent être montrés sous forme indépendante (sous la forme d'un fichier exécutable seul, sans plugiciel) en vue d'une utilisation hors ligne. Le contenu graphique des fichiers Flash permet d'obtenir des applications web riches grâce aux supports du vectoriel et des fichiers multimédia qui intègrent le son numérique et la vidéo numérique. On utilise Flash pour produire des contenus visuels dans l'approche dite « RichMedia » et « Motion Design » du Web.
Ce logiciel est actuellement utilisé dans les contextes suivants :
- Création de sites Internet et de jeux vidéo distribués sur le World Wide Web.
- Création d'illustrations.
- Création de vidéos pour la télévision ou le cinéma (génériques, clips musicaux, publicités, courts-métrages d'animation).
- Conception d'habillages pour des émissions télévisées.
- Création d'applications multimédia.
- Portions d'interfaces de jeux vidéo
- Création de diaporamas interactifs.
- Création de bannières publicitaires.
- Distributions marketing sur CD.
- Diffusion de vidéos via le Web.
- Module Web permettant d'interagir avec une base de données.
- Flash Video, extension .flv

## Produits Adobe compatible Flash
La technologie Flash est utilisée dans de nombreux domaines d'applications et supports :
- Flash MX
- FlashPaper, similaire au format Acrobat PDF
- Flash Communication Server, devenu Flash Media Server depuis sa version 2, notamment utilisé pour la communication audio/vidéo/données
- Flash Remoting Mx, passerelle vers le contenu Flash lié aux données client-serveur
- Flash Lite, permettant l'intégration de contenus RichMedia, notamment sur les téléphones mobiles...
- Adobe Flex, Framework RIA
- Adobe Integrated Runtime, Runtime DRIA
- Adobe Premiere supporte le codec vidéo sorenson

## Controverses

### Communauté open-source
Un très long bras de fer opposa Macromedia et Adobe à la communauté open-source, qui protestait contre le fait que, contrairement à son prédécesseur Adobe Director, Flash ne compilait qu'un langage de script propriétaire. La querelle prit fin en 2008 sur un terrain d'entente avec le développement du compilateur Alchemy qui permet de compiler les langages C, C++ et assembleur, en mode managé, ce qui a permis entre autres le portage de nombreux vieux jeux MS-DOS ainsi que des émulateurs arcade et console, ou encore des versions Flash des moteurs Unity 3D et Unreal Engine. Désormais, la technologie Flash est compatible avec le travail du monde de l'open-source.

### Intégration au Web

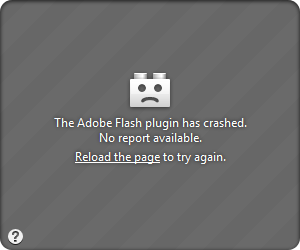
Écran de navigateur lors d'un plantage de Flash

Même si Flash est utilisé sur de nombreux sites Web, il ne fait pas partie des normes du W3C, et donc, en tant que tel, il ne fait pas partie des standards d'internet reconnus.
Bien qu'Adobe ait publié les spécifications partielles de Flash (hors codecs vidéo, par exemple), il n'existe pas de documentation de référence publique, et il est donc impossible d'en faire un standard qui, par définition, doit être publiquement documenté.
Le manque de documentation publique et le défaut de standardisation limitent les capacités des tiers quant au développement de modules complémentaires compatibles. En effet, bien qu'un plugin Flash soit pré-installé sur un grand nombre d'ordinateurs grand public, certains systèmes d'exploitation, libres ou non, ne disposent pas d'un module compatible.
Sur son site, Adobe présente Flash comme « partie des outils pour le Web », mais son utilisation est critiquée, notamment par les promoteurs des standards ouverts.

### Problèmes d'interopérabilité
Le format Flash n'étant pas normalisé, les spécifications étant ouvertes seulement depuis peu (pour l'écriture d'un lecteur), tout comme le protocole RTMP, des problèmes d'interopérabilité se posent.
Pendant longtemps les moteurs de recherche n'indexaient pas le Flash. Les feuilles de style en cascade ne sont pas applicables sur un objet Flash, sauf via les objets natif Texfield qui peuvent afficher du HTML simplifié (balise de mise en forme principalement) pouvant utiliser les styles CSS ou le moteur AIR qui intègre un moteur webkit et peut afficher des pages html complètes. L'absence de plugin rend difficilement exploitable ce format sur certaines plates-formes. Les fonctions de recherche du navigateur n'accèdent pas au contenu en Flash. L'historique de navigation n'inclut pas le contenu Flash, il est donc impossible de retourner à une étape d'un formulaire multi-pages par exemple. Il est impossible de faire un lien hypertexte vers un élément du contenu Flash : seule la page contenant l'élément peut être liée ; SWFAddress le permet cependant.

### Accessibilité des contenus
Après avoir été vivement critiqué sur ce point jusqu'en 2003, Flash entre actuellement dans la catégorie des technologies compatibles avec l'accessibilité au sens de la norme WCAG2.0 (Directives d'accessibilité des contenus Web) du W3C : les fonctions d'accessibilité sont incluses dans le plugin depuis Flash player 6.

### Problèmes de sécurité
Par défaut, le lecteur Flash permet l'utilisation de la webcam et du microphone de l'ordinateur. La plupart des utilisateurs ne changent pas la configuration de leur logiciel, et il y a eu par le passé des programmes malveillants qui ont utilisé la webcam et le microphone. C'est une atteinte à la vie privée et à la sécurité.
Beaucoup de publicités furent basées sur l'utilisation de bannières animées en Flash. Il suffit que le serveur hébergeant les publicités soit compromis pour qu'un programme malveillant soit envoyé aux internautes lorsqu'ils visitent un site web. Cependant, à partir des années 2010, le Flash est de moins en moins utilisé, et il suffit de ne pas l'activer dans le navigateur pour se protéger.
Malgré de nombreuses mises à jour, la nature même de l'algorithme sous-tend un terreau idéal pour les chevaux de Troie et autres logiciels espions. Selon le site CVE Details, durant les 10 dernières années, le lecteur Flash a été la cible de 338 attaques. Précisément pour ces failles de sécurité, Apple est l'un des premiers acteurs majeurs sur le marché qui refuse d'intégrer le logiciel dans ses appareils iPhone ou iPad, optant plutôt sur le streaming basé sur HTTP.
Selon un rapport de l'AISP intitulé "Illegal Streaming and Cyber Security Risks", un des moyens les plus plébiscités pour propager des virus informatiques est les sites de streaming vidéo illégal qui utilisent le lecteur Flash. Contrairement aux sites légaux, les sites illégaux intègrent des lecteurs vidéos "sur mesure" qui invitent les internautes à installer des mises à jour pour leur lecteur Flash. Cette mise à jour, au lieu de diffuser la vidéo sur demande, installe un cheval de Troie ou un logiciel malveillant similaire sur la machine de l'internaute. Selon les types d'infections, le programme peut alors fonctionner en arrière-plan et ouvrir plusieurs ports TCP, créer une interface de commande et contrôle et communiquer avec le gestionnaire. L'ordinateur est alors transformé en "bot" ou "zombie".